# Ruellia blechioides
Ruellia blechioides là một loài thực vật có hoa trong họ Ô rô. Loài này được Sw. miêu tả khoa học đầu tiên năm 1788.